# Derbi del Este de Londres

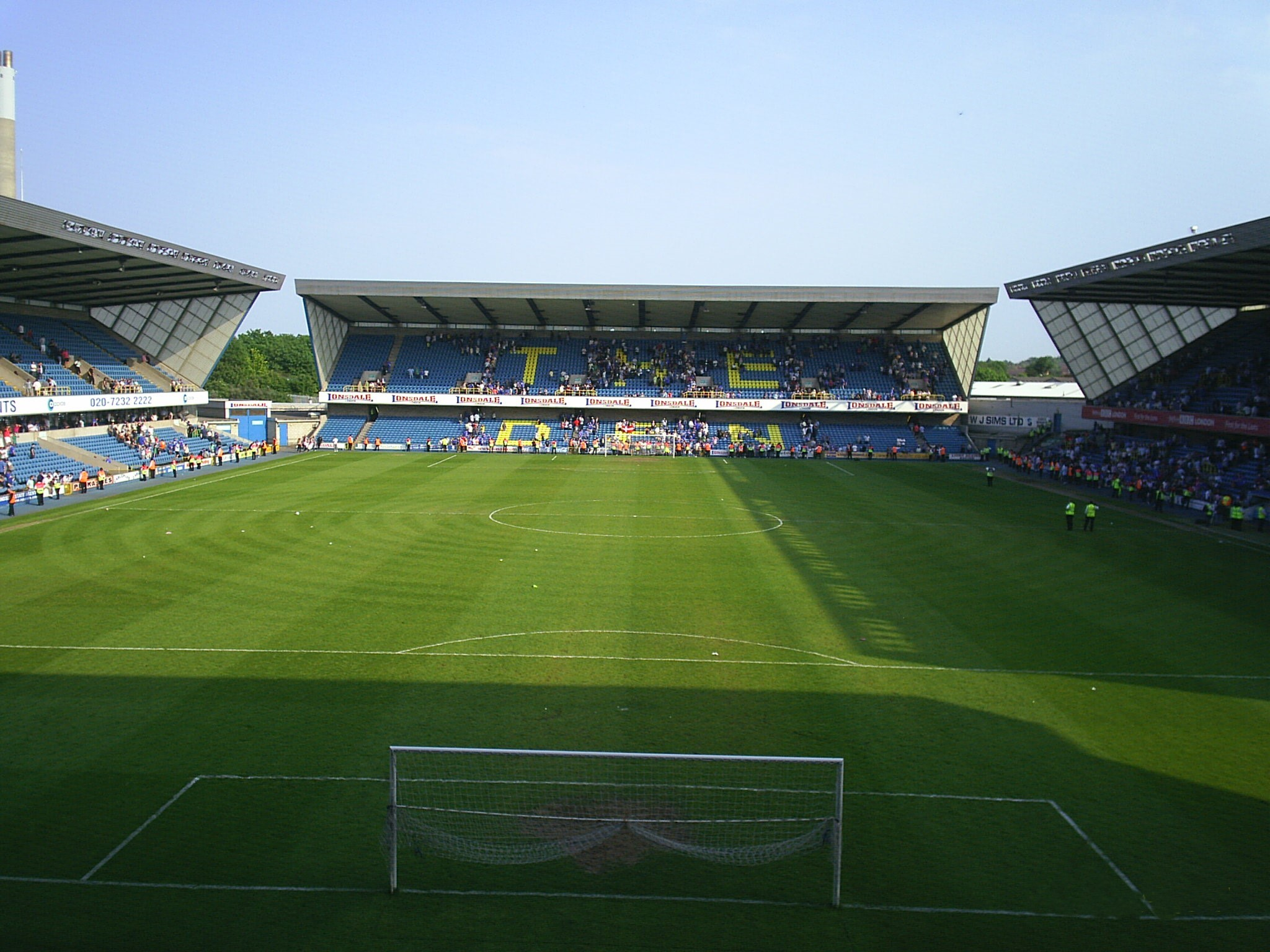
Cancha derbi del este de Londres

El Derbi del Este de Londres es el partido de gran rivalidad futbolística entre los dos equipos más importantes del East End, la zona este de Londres, el West Ham United y el Millwall F.C.. Este derbi no se juega mucho, debido a que los equipos no siempre se encuentran en la máxima categoría y solo juegan en la FA cup o Copa de la Liga (Inglaterra)

## Historia
En 1885, los estibadores eran seguidores del Millwall F.C. y los constructores de barcos eran seguidores del West Ham United. Una crisis económica en las antesalas de la Primera Guerra Mundial hizo que aficionados de ambos clubes se odiaran mutuamente con diversos enfrentamientos. Ya en el siglo XX, los enfrentamientos aumentaron en su violencia. A la rivalidad existente se le sumó el enfrentamiento provocado por una huelga en la década de 1960 que fue apoyada por seguidores de un equipo y no respetada por los seguidores del otro. También en esta década hubo problemas debido a un partido homenaje en honor a Harry Cripps, exjugador de ambos conjuntos.
En 2009 se produjeron unos graves incidentes entre ambas aficiones antes del partido en Boleyn Ground perteneciente a la Copa de la Liga, falleciendo una persona y resultando heridas otras treinta y una.